# ایتاگی (باهیا)
ایتاگی (به پرتغالی: Itagi) یک منطقهٔ مسکونی در برزیل است که در باهیا واقع شده‌است. ایتاگی ۱۲٬۲۴۲ نفر جمعیت دارد.